# Метание гранаты

… Мы, обгоняя ветер крылатый,

первыми в беге ленточку рвём.

Точно по цели кинем гранату,

прыгаем ловко и быстро плывём…
Мета́ние грана́ты — одна из дисциплин лёгкой атлетики. Спортивный снаряд, имеющий форму учебной ручной гранаты, нужно метать одной рукой с разбега на максимально возможную дальность. Вес снаряда составляет от 200 до 700 граммов. Техника метания похожа на метание копья. Соревнования по метанию гранаты являлись частью программы чемпионатов СССР по лёгкой атлетике в 1920—1940-х годах. В 1946 году соревнования в этой дисциплине были представлены на чемпионате страны последний раз. Метание гранаты входило в состав нормативов «Готов к труду и обороне СССР».

## Виды
Метание гранаты (гранатометание, спортсмен — гранатометатель, гранатомётчик) — доступный вид спорта, который имеет оборонное значение. Существовал в двух видах — метание на дальность и метание в цель из определённых положений. Для метания необходим снаряд весом 700 г и площадка (корт гранатомётчиков) длиной 60 м и шириной 10 м. Целью является попадание гранаты в окоп (серия из семи окопов через каждые пять метров), начиная с 20-го метра от линии метания. Метания бывают: с места, с хода (максимум 2 метра), с колена, лёжа, во время лыжного марша.

## Рекорды
В 1925 году советский легкоатлет Иван Сергеев показал результат (75,8 м), превышавший мировой рекорд.
В 1934 году Николай Арбузников метнул гранату на 79,90 м.
В августе 2021 года на Международных армейских играх в Армении капитан Вооружённых сил Белоруссии Александр Таврук установил рекорд игр, метнув гранату весом 600 граммов на 72 м 35 см.